# VfvB Alsum
Der VfvB Alsum (offiziell Verein für volkstümliche Bewegungsspiele Alsum e. V.) war ein Sportverein aus dem Duisburger Stadtteil Alsum. Die erste Fußballmannschaft des Vereins nahm 1939 am Tschammerpokal, dem Vorläufer des DFB-Pokals, teil.

## Geschichte
Der Verein wurde im Jahre 1919 gegründet. 1937 wurde die Mannschaft Bezirksklassenmeister mit zehn Punkten Vorsprung auf den Duisburger SpV. Allerdings scheiterten die Alsumer in der Aufstiegsrunde zur seinerzeit erstklassigen Gauliga Niederrhein an Union 02 Hamborn und dem BV Altenessen 06. Zwei Jahre später qualifizierte sich die Mannschaft zum ersten und einzigen Mal für den Tschammerpokal. Dort traf sie in der ersten Runde auf den amtierenden deutschen Meister FC Schalke 04, der das Spiel deutlich mit 13:0 für sich entschied. 12.000 Zuschauer sahen das Spiel im Wedaustadion.
Nach dem Ende des Zweiten Weltkrieges konnte der VfvB nicht mehr an die alten Erfolge anknüpfen und spielte nur noch auf Kreisebene. In den 1950er Jahren endete die Vereinsgeschichte. 1954 beschloss der Rat der Stadt Duisburg, die Alsumer Bevölkerung umzusiedeln. 1965 verließ der letzte Einwohner Alsum. Ob der VfvB Alsum zu diesem Zeitpunkt noch existierte, ist nicht bekannt.